# Нанорідина
Нанорідина — це рідина, що містить частинки і агломерати частинок з характерним розміром 0,1-100 нм.

## Загальний опис
Нанорідини являють собою колоїдні розчини наночастинок в рідкому розчиннику. Внаслідок малих розмірів включень такі системи мають особливі фізико-хімічні властивості. Частинки мають підвищену поверхневу енергією в зв'язку з великою кількістю атомів знаходяться в збудженому стані і не менше одного вільного електрона на зовнішньому енергетичному рівні. Нанодисперсії мають різну природу. Як дисперговані речовини можуть виступати поліорганосилоксани, металеві, оксидні, карбідні, нітрідні наночастинки, вуглецеві нанотрубки тощо. В якості дисперсійного середовища зазвичай використовується вода або етиленгліколь.

## Застосування
Нанодисперсії є зручними транспортними засобами для поганорозчинних амфіфільних і ліпофільних речовин. Гідрофільні нанодисперсії володіють дуже важливою властивістю: вони дуже швидко проникають в клітини. Нанодисперсії використовуються в складі косметичних засобів для додання унікальних сенсорних характеристик. Еволюція нафтогазових нанодисперсій — кінетично контрольований процес, в якому проміжні структури відокремлені від рівноважних станів значними кінетичними бар'єрами. При заключній обробці текстильних матеріалів використовують наночастинки різних речовин у вигляді наноемульсій і нанодісперсій.
Нанодисперсії володіють новими фізичними властивостями, що роблять їх потенційно корисними в таких сферах як мікроелектроніка, паливні елементи, фармацевтика, гібридні двигуни. Зокрема нанодисперсії володіють істотно збільшеною теплопровідністю і конвективним коефіцієнтом теплопередачі в порівнянні з рідиною носієм. Встановлено також, що застосування сильнорозбавлених нанодисперсій в якості теплоносія дозволяє істотно збільшити щільність критичного теплового потоку в установках киплячого типу. Також цікаві магнітні нанорідини, що являють собою однодоменні магніти, рівномірно розподілені в об'ємі дисперсної фази.

## Проблеми
З причини своєї будови і нестабільності розмірів агрегатів наночастинок нанодисперсії, як правило, досить нестабільні. Їх властивості легко змінюються і сильно залежать від зовнішнього впливу. Основне завдання, яке повинне бути вирішене на шляху їх промислового використання — отримання стійких нанодисперсій з відтвореними властивостями.